# Ботанічний сад Ріо-де-Жанейро

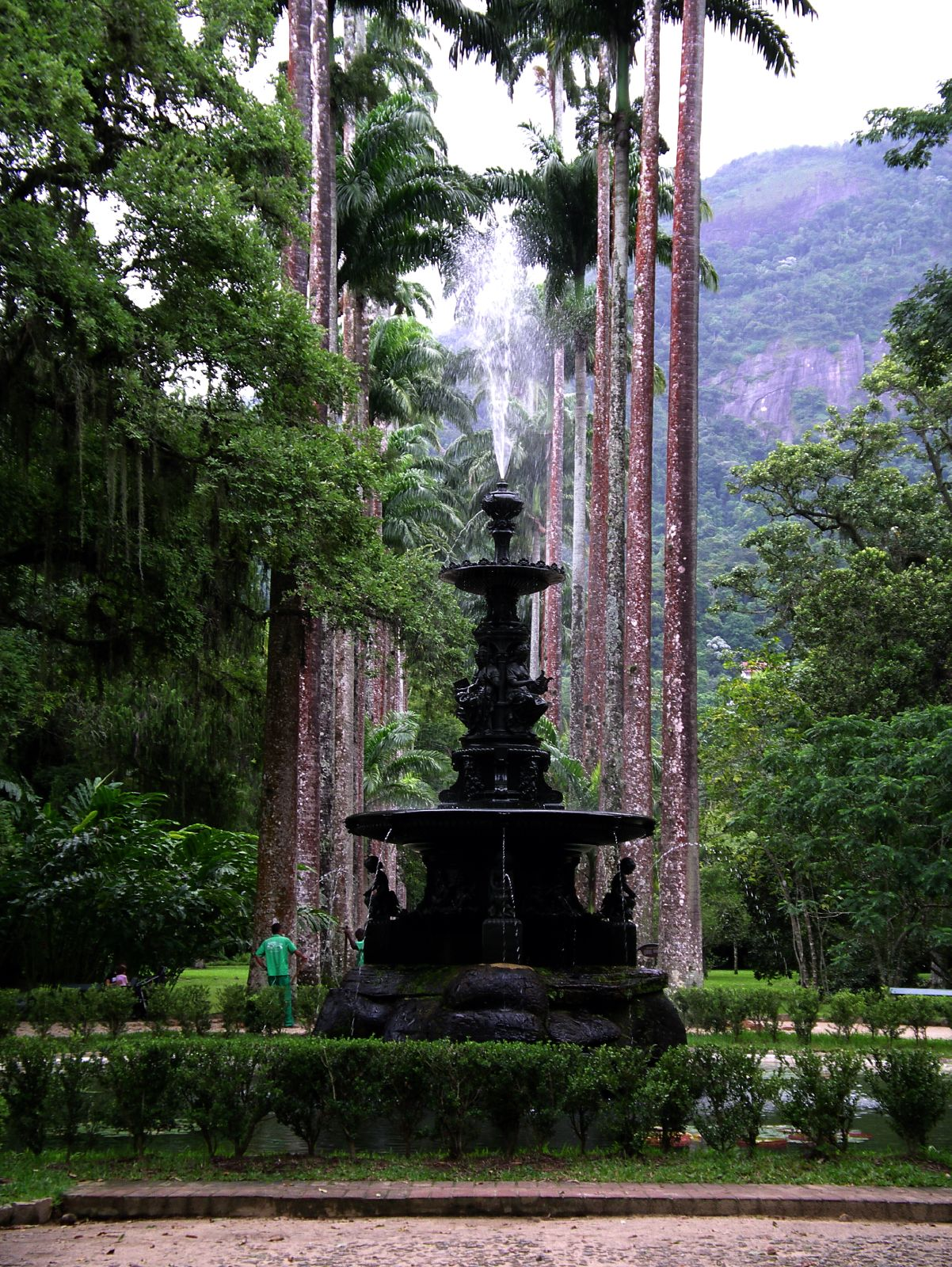
Фонтан муз і алея королівських пальм

Ботанічний сад Ріо-де-Жанейро (порт. Jardim Botânico do Rio de Janeiro) — ботанічний сад у місті Ріо-де-Жанейро (Бразилія).

## Опис
Ботанічний сад розташований у районі Жардін-Ботанико Південної зони («Zona Sul») Ріо-де-Жанейро. Відкритий у світлий час щодня, крім 25 грудня та 1 січня.
Має площу 54 га, де росте близько 6500 видів рослин, деякі із яких під загрозою зникнення. 
Тільки 30% рослин відкритого ґрунту є представниками національної флори. Але в оранжереях ситуація зворотна. Наприклад, колекції орхідей і бромелієвих, які разом складають більше 8000 рослин понад 1000 видів, сформовані переважно з рослин Бразилії, зібраних під час експедицій ботанічного саду за останні 30 років.
У саду також багато пам'яток що мають історичне, художнє та археологічне значення. Ботанічний сад є важливим науково-дослідним центром, у складі якого найбільша ботанічна бібліотека в країні (більш ніж 109000 спеціалізованих книг, довідників, дисертацій і журналів, у тому числі 4000 томів рідкісних книг) і найбільший гербарій Бразилії (близько 650 тисяч зразків рослин).
Заснований указом принца-регента Жуана де Браганса (майбутнього короля  Жуана VI) від 13 червня 1808 року. Спочатку був призначений для акліматизації спецій (мускатний горіх, перець і кориця), що імпортувалися з Вест-Індії.
Ботанічний сад був відкритий для публіки в 1822 році. 

## Колекція
Ботанічний сад має наступні відділи:
- дендрарій,
- японський сад,
- сад кактусів,
- оранжереї бромелієвих і орхідей.

## Галерея

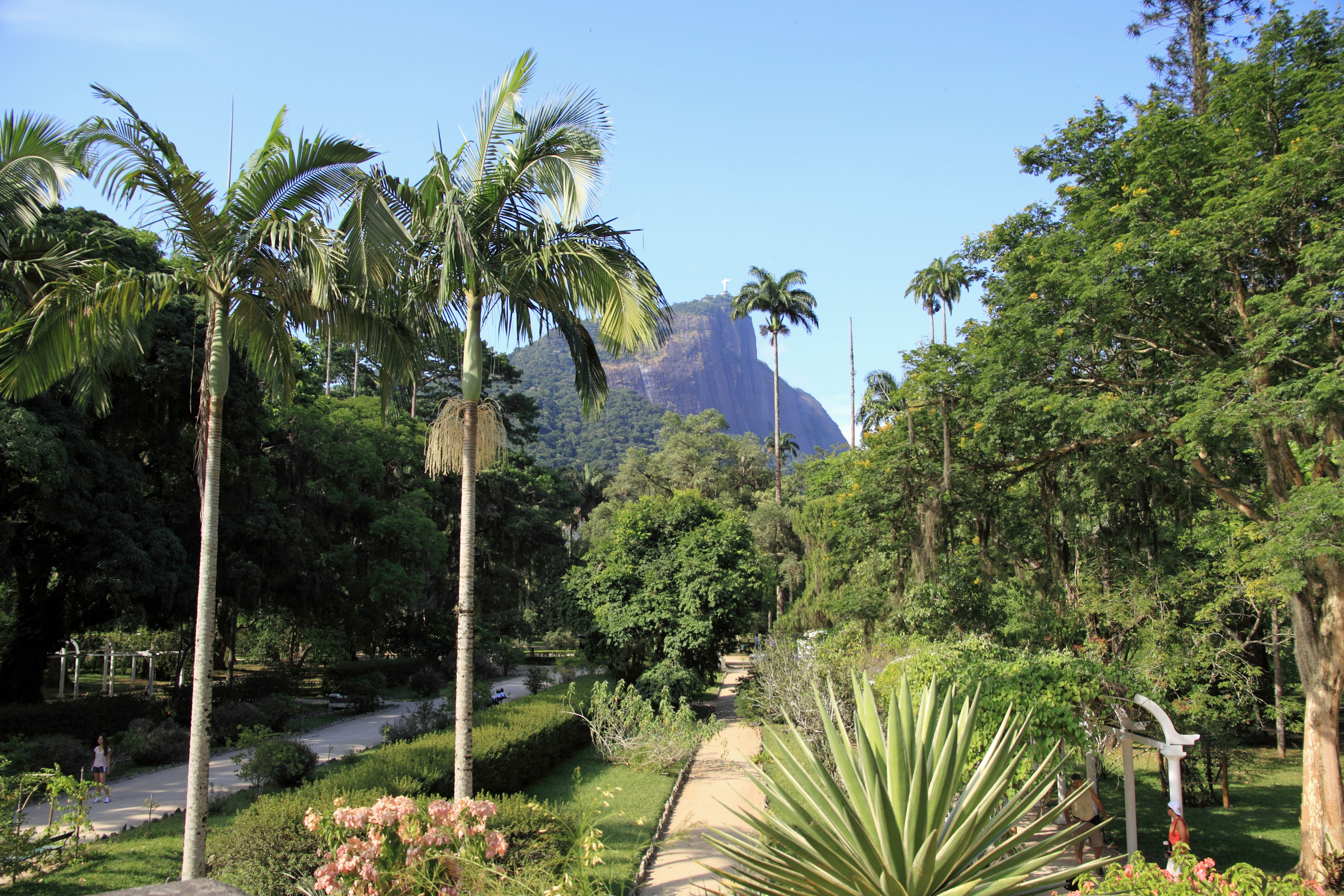
Вид з ботанічного саду на гору Корковадо
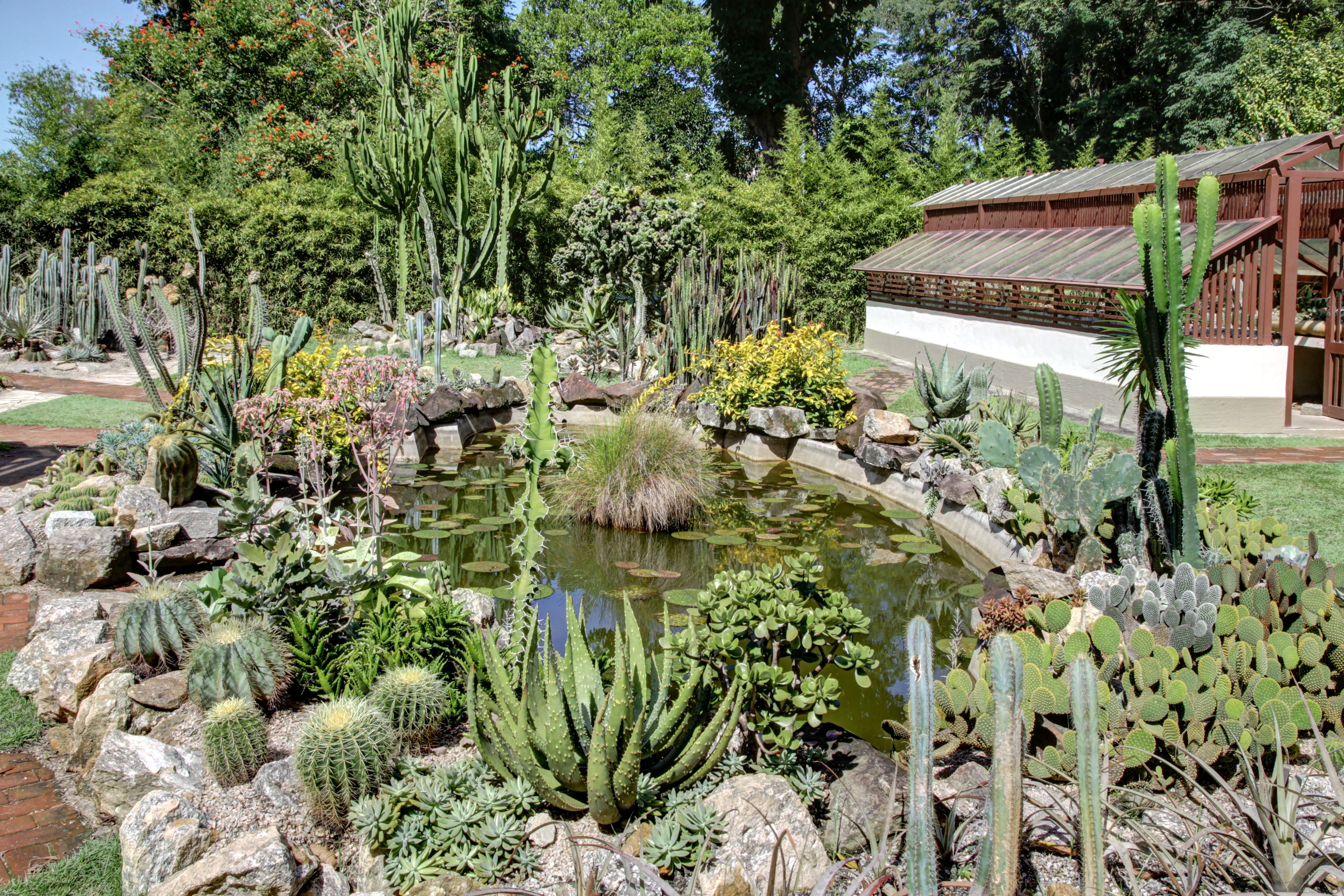
Сад кактусів
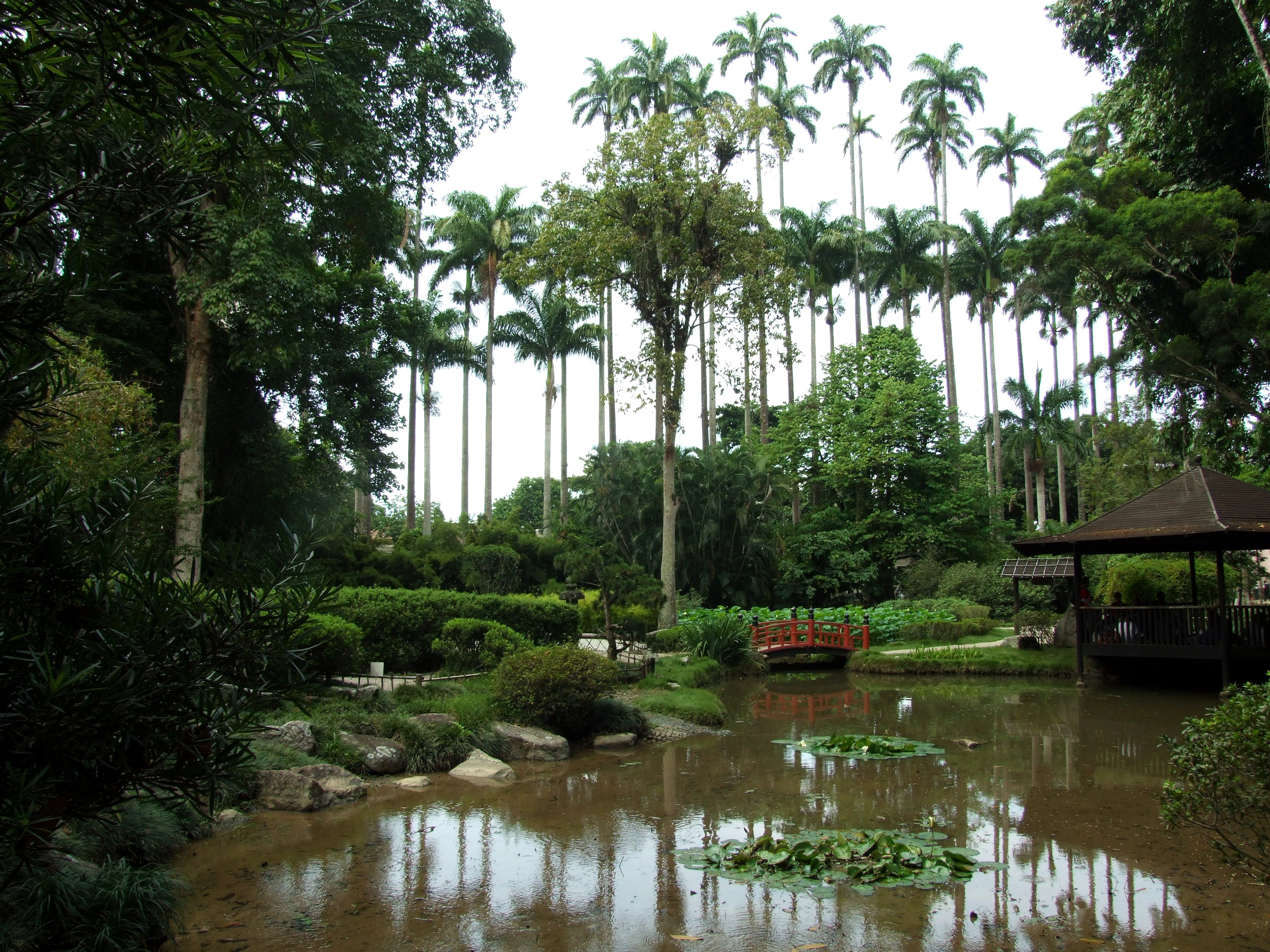
Японський сад
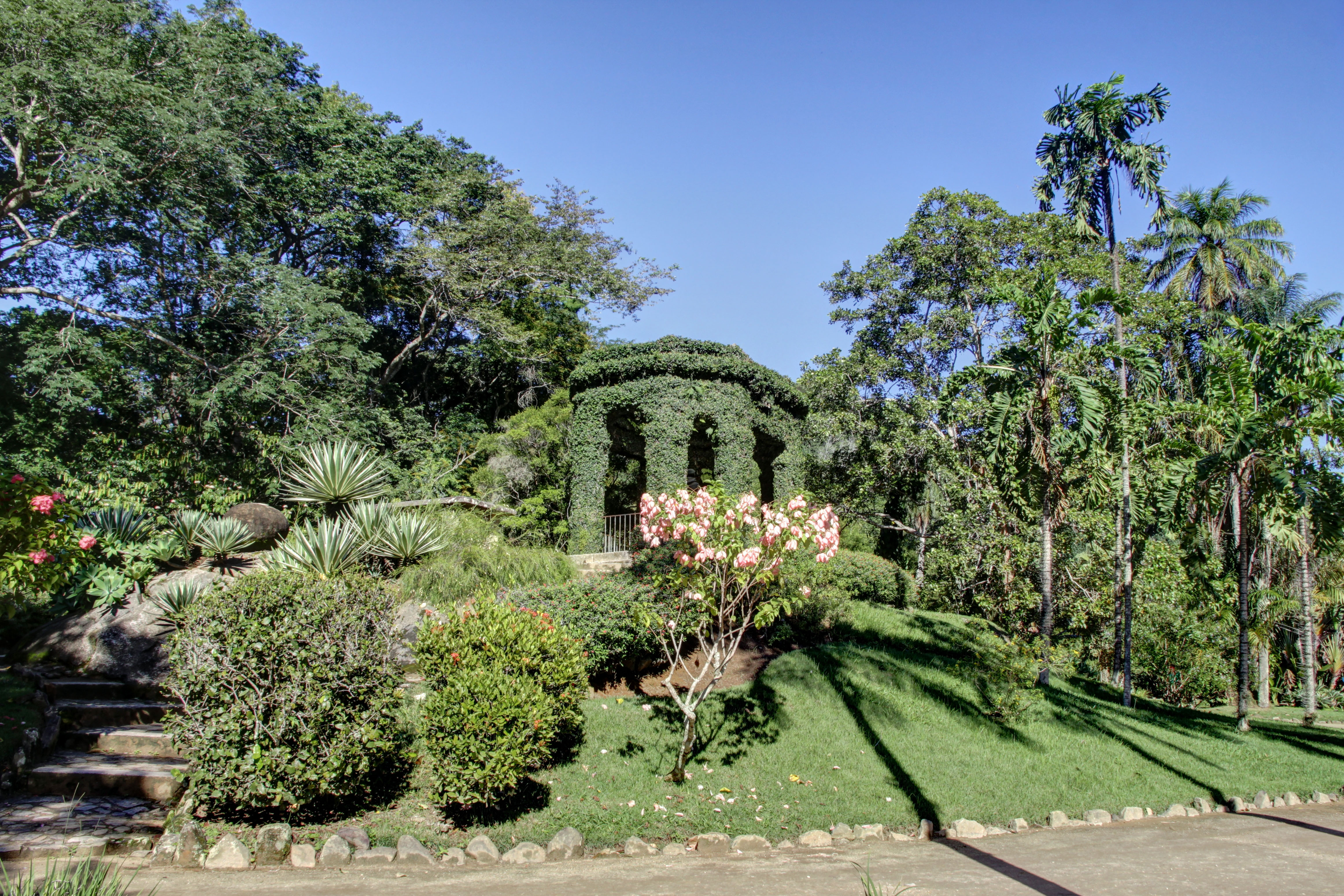
Сакраменто Меморіал
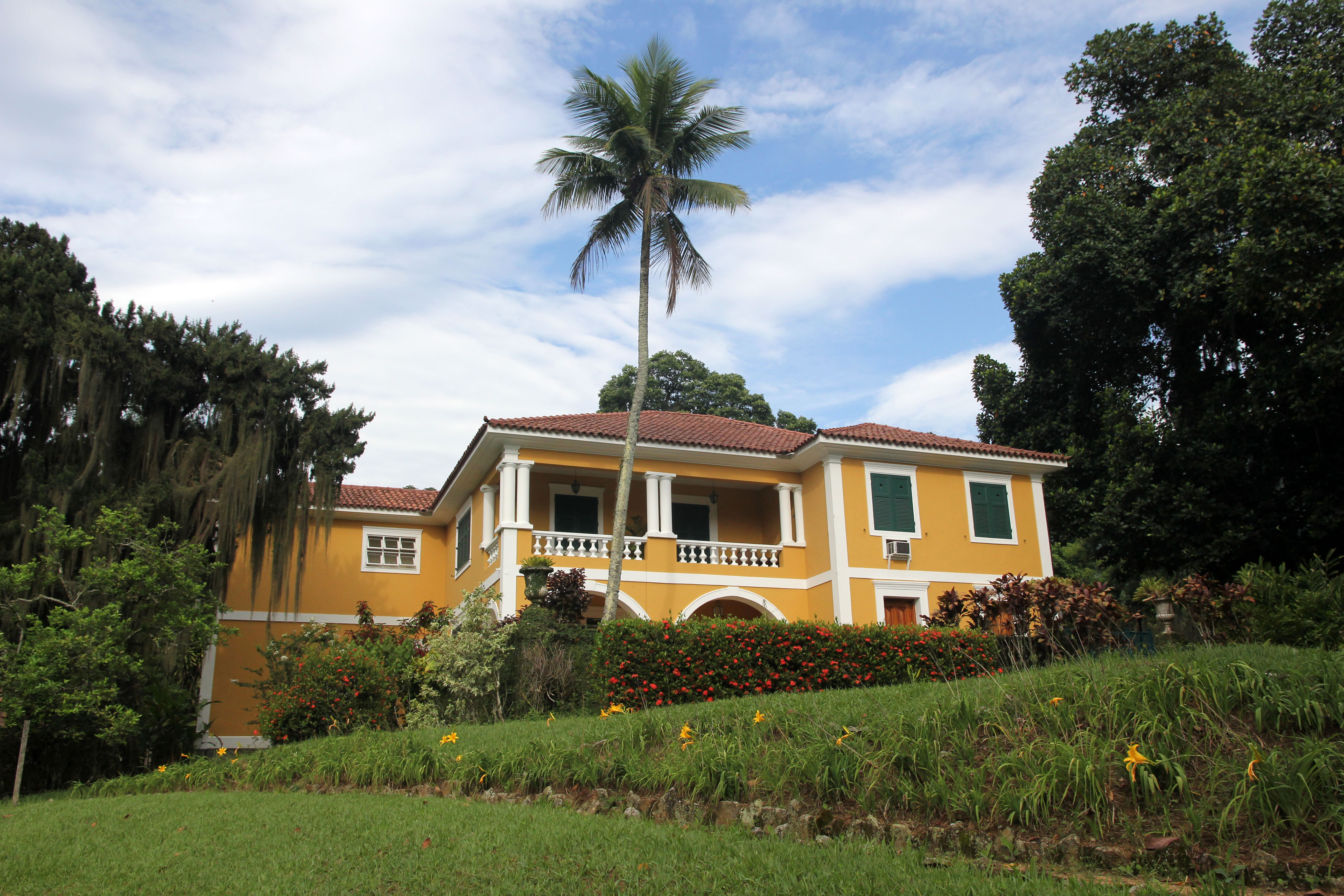
Адміністративна будівля ботанічного саду
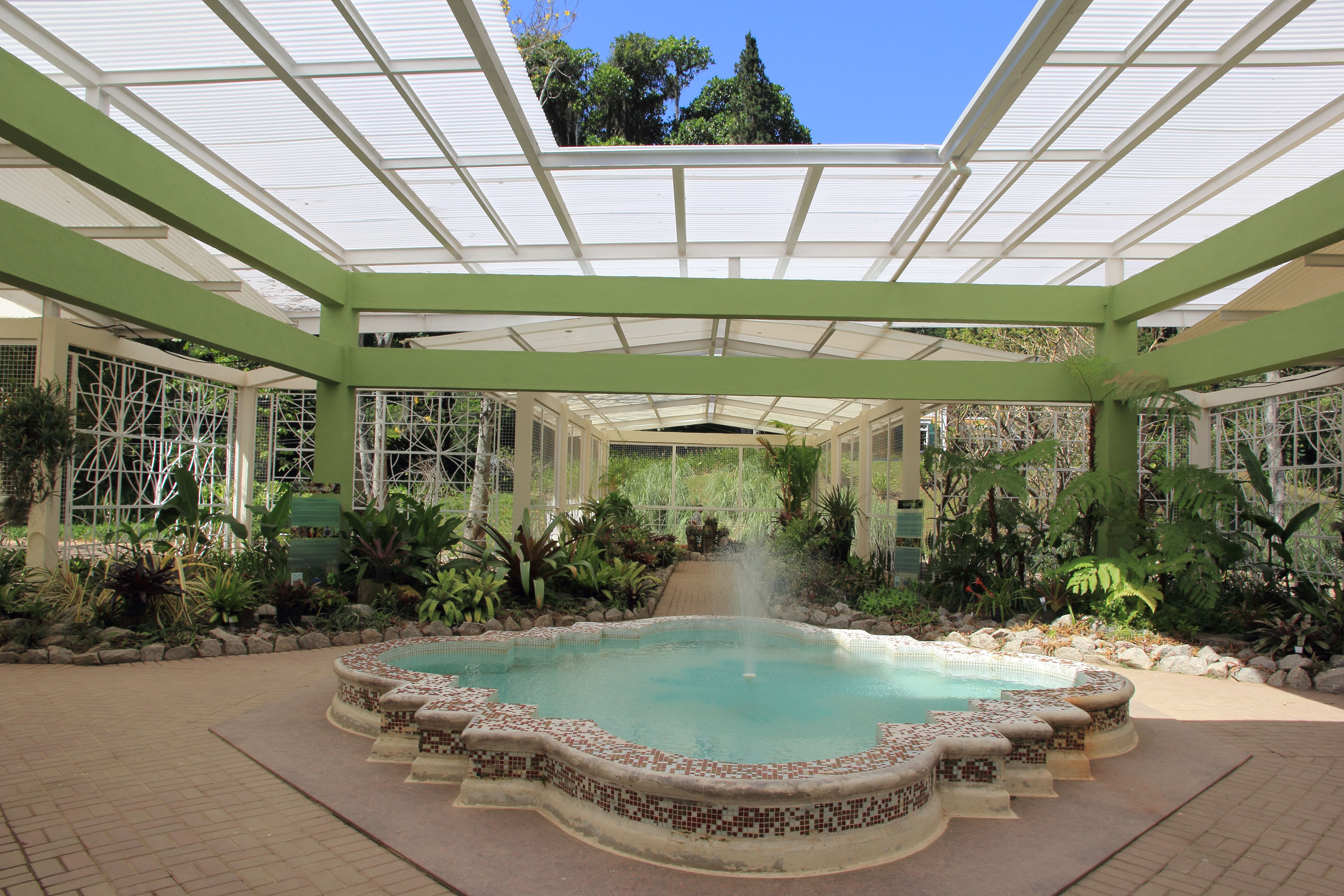
Оранжерея бромелій
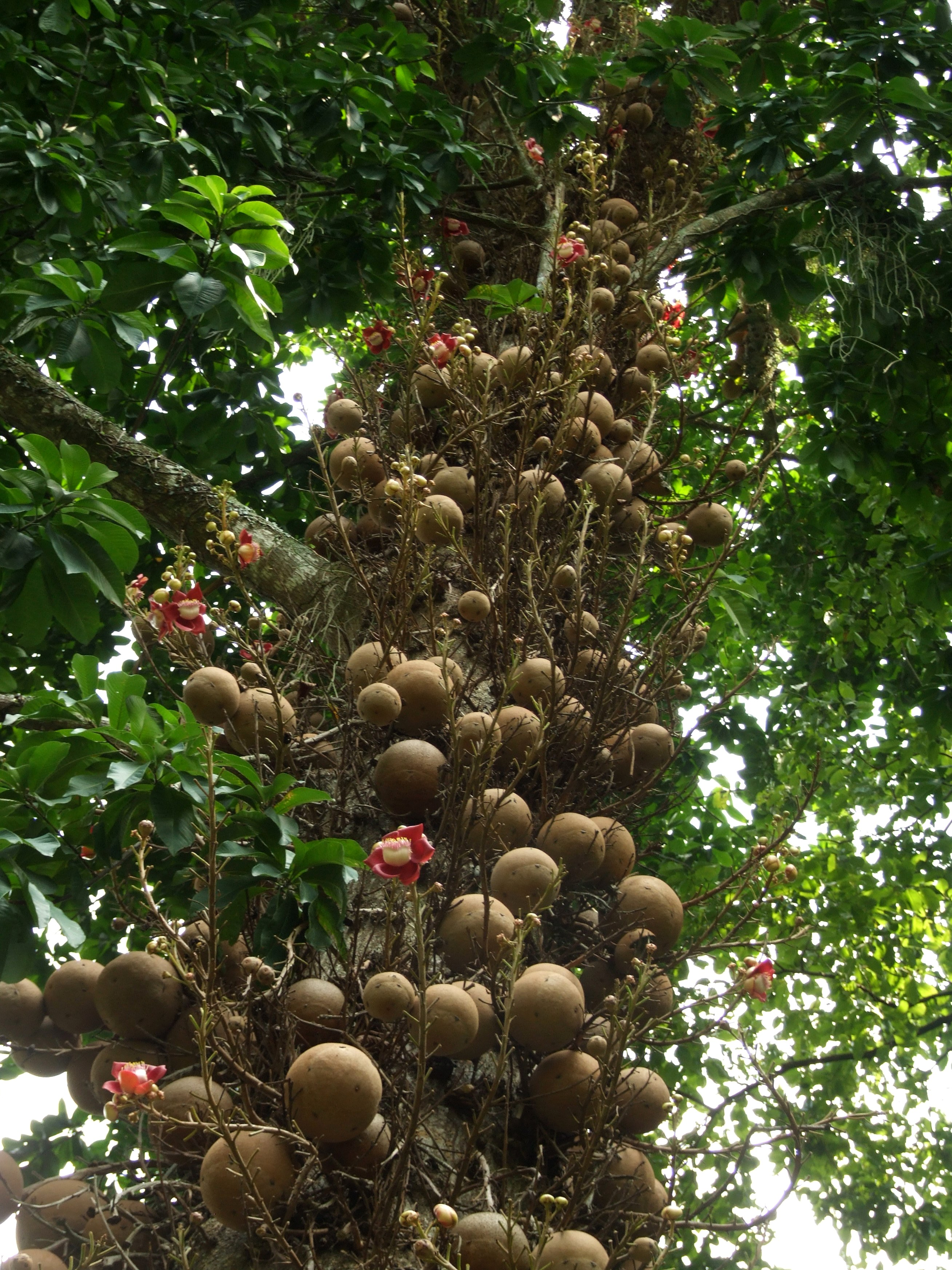
Couroupita guianensis
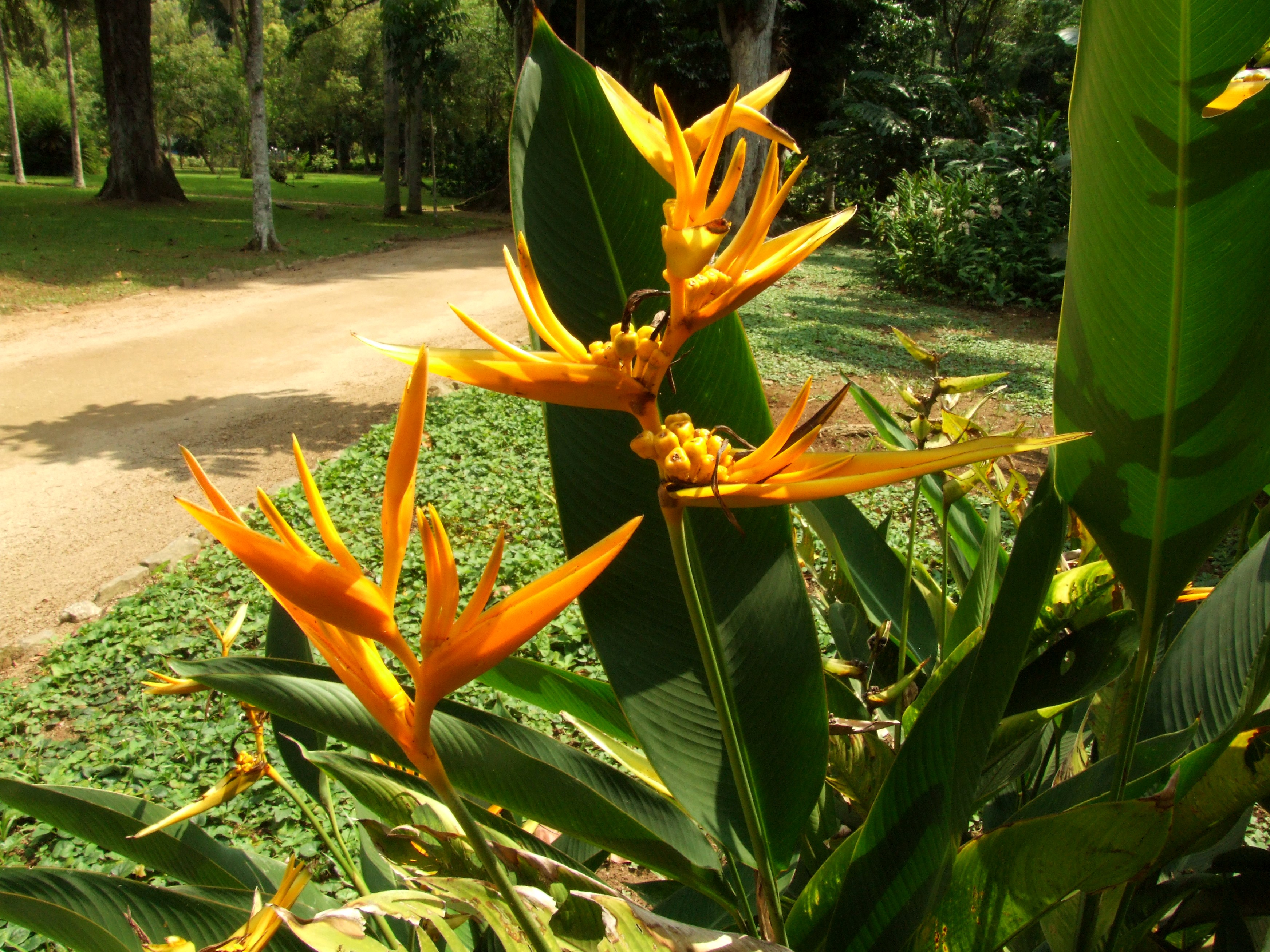
Стрелітція
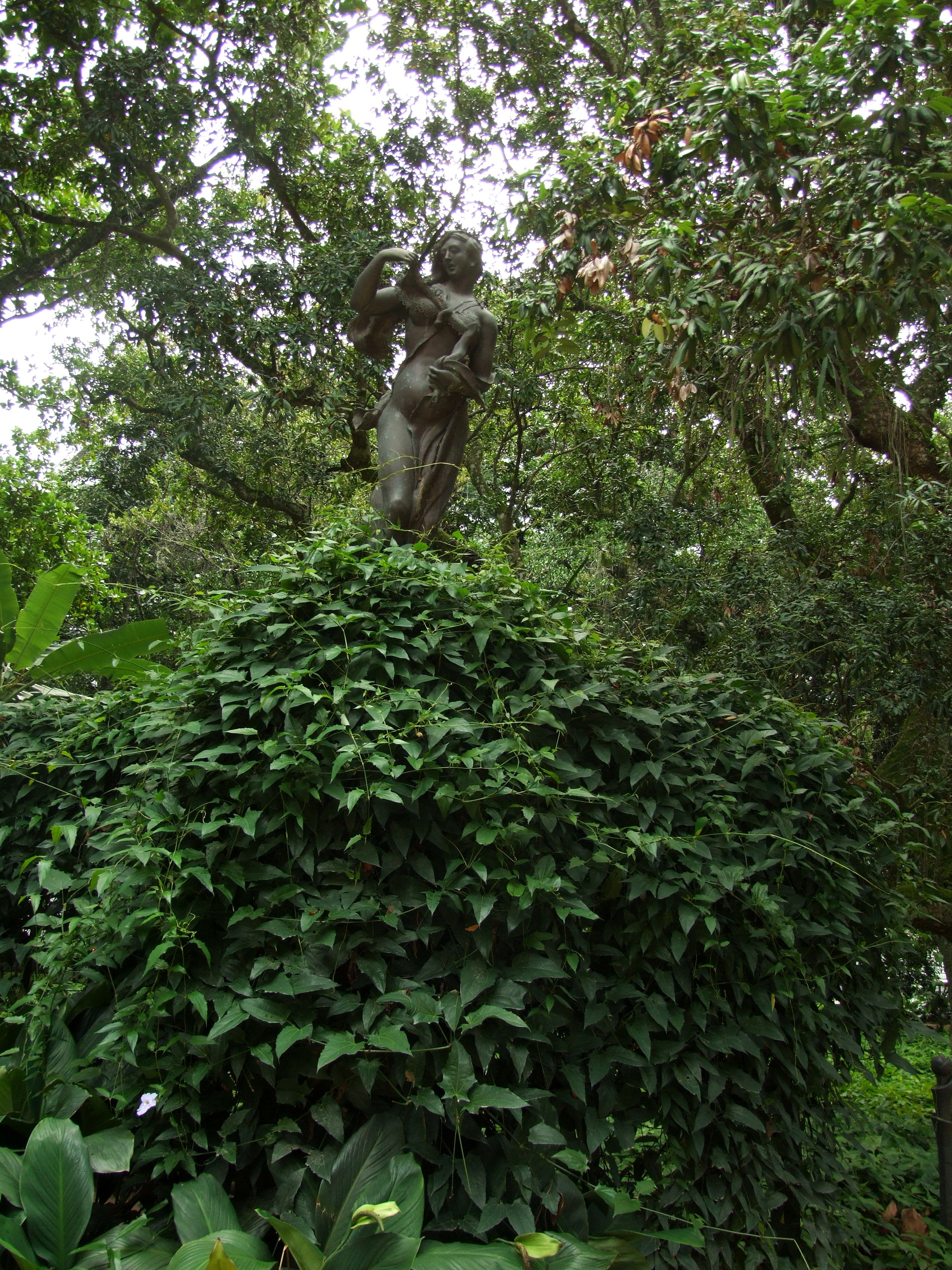
Статуя, увита Thunbergia grandiflora
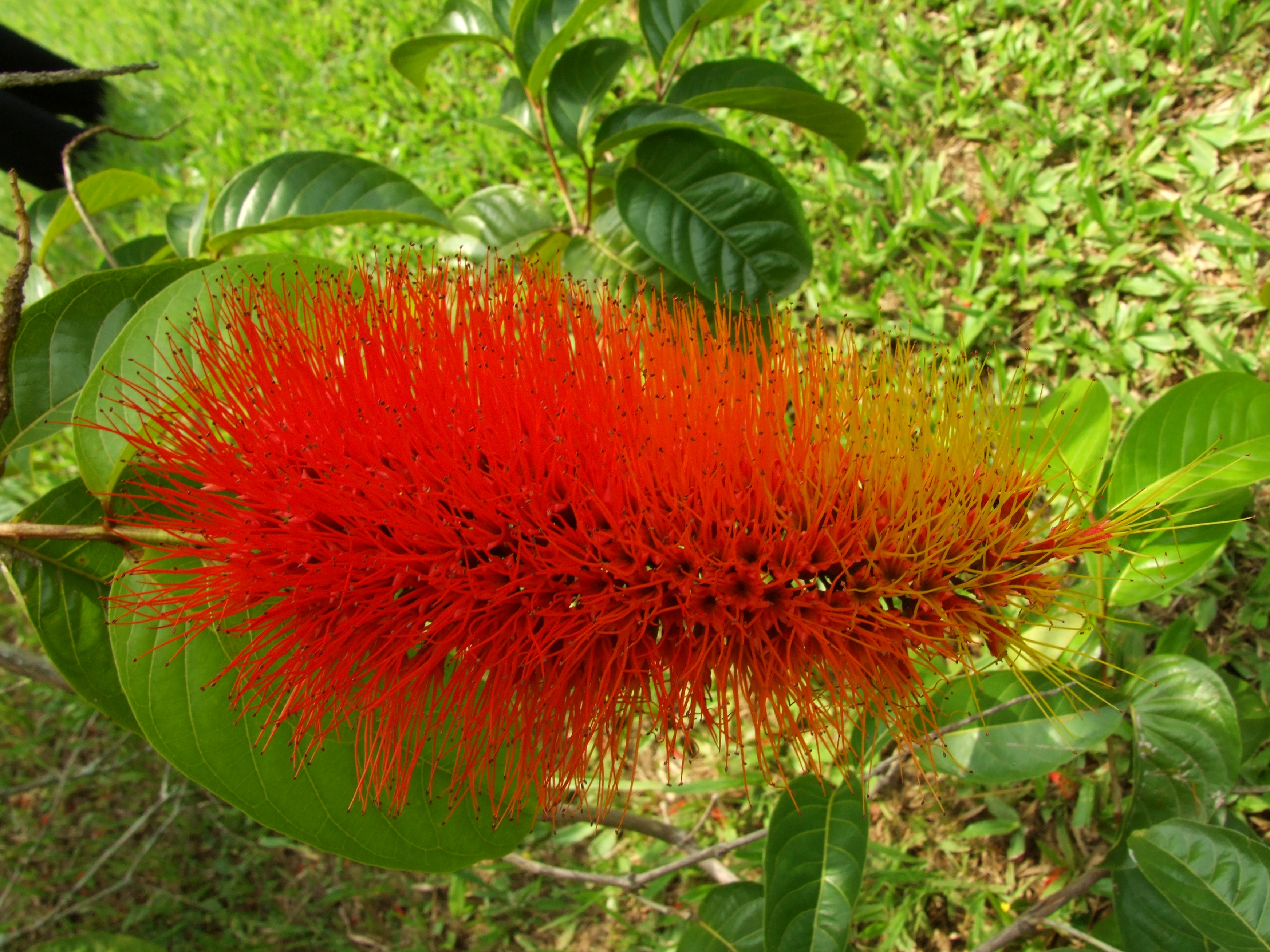
Callestemon citrinus
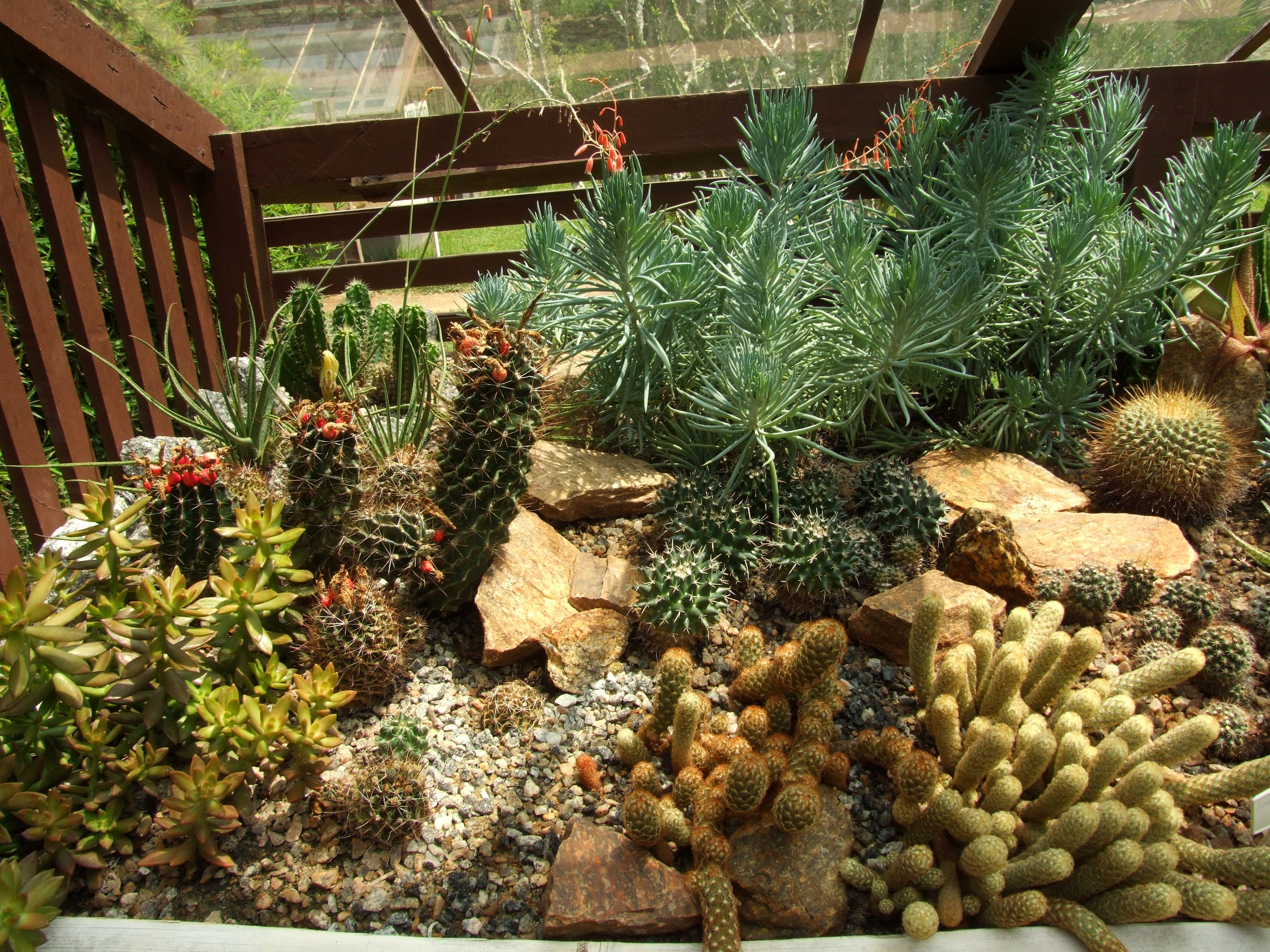
Оранжерея кактусів і сукулентів
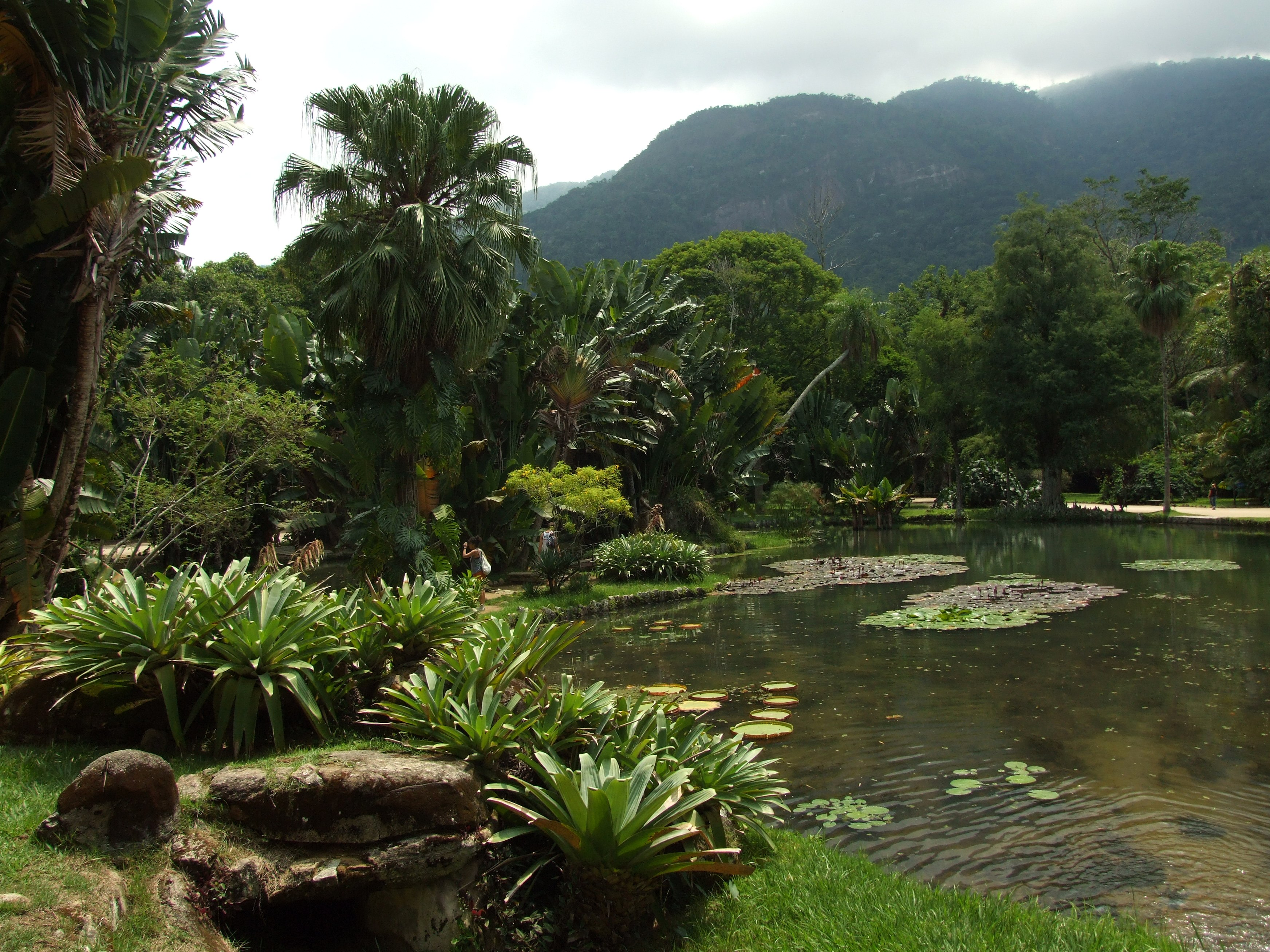
Ставок